# Bukevje (Szentivánzelina)
 Bukevje  falu Horvátországban Zágráb megyében. Közigazgatásilag Szentivánzelinához tartozik.

## Fekvése
Zágrábtól 22 km-re északkeletre, községközpontjától  10 km-re délre a megye északkeleti részén az A4-es autópálya mellett fekszik.

## Története
A települést 1642-ben az egyházi vizitáció említi először az alsózelinai Szent Miklós plébánia falujaként. Nevét bükkfában gazdag határáról kapta.
A falunak 1857-ben 37, 1910-ben 97 lakosa volt. Trianonig Zágráb vármegye Szentivánzelinai járásához tartozott. 2001-ben 70 lakosa volt.

## Külső hivatkozások
- Szentivánzelina község hivatalos oldala
- Ivan Kalinski: Ojkonimija zelinskoga kraja. Zagreb. 1985.